# 舞浜市
舞浜市（まいはまし）という自治体名は実際にはありません。
千葉県浦安市の地名だとしたら、
もしかして
- 舞浜
- 浦安市

のいずれかではありませんか？